# تمدن ۴
تمدن ۴ یا تمدن چهار سید مایر (به انگلیسی: Sid Meier's Civilization IV یا Civ4) یک بازی ویدئویی به سبک استراتژی نوبتی ۴اکس و عنوان چهارمین قسمت اصلی از مجموعه بازی‌های تمدن است که توسط فیراکسیس گیمز توسعه یافته و در سال ۲۰۰۵ به دست سورن جانسن طراحی و به‌وسیلهٔ ۲کی منتشر شده است. این بازی میان ۲۵ اکتبر تا ۴ نوامبر ۲۰۰۵ در آمریکای شمالی، اروپا و استرالیا منتشر شد. همچنین نسخه گسترده‌شده این بازی به نام سروران جهان در ۲۴ ژوئیه ۲۰۰۶ در آمریکای شمالی و در ۲۸ ژوئیه همان سال در اتحادیه اروپا پخش شد. نسخه گسترش‌یافته و بسته الحاقی دوم نیز به نام برتر از شمشیر میان ۱۸ ژوئیه تا ۳۰ ژوئیه ۲۰۰۷ در سراسر جهان عرضه شد.
روند بازی بدین صورت است که هر بازیکن یک امپراتوری را می‌سازد. بازی از هزاره چهارم پیش از میلاد آغاز می‌شود که یک کوچنده شهری را می‌سازد. با ساخت شهر بازیکن به گسترش امپراتوری می‌پردازد و با دیگر ملت‌ها همآوردی می‌کند. بُرد در این بازی بر پایه پیش‌فرض به پنج گونه شدنی‌است: نخست آنکه بازیکن بر همه تمدن‌های دیگر چیره شود. دوم آنکه بیشینه سرزمین‌ها و جمعیت جهان را کنترل کند. سوم آنکه فضاپیمایی بسازد که بتواند انسان‌ها را به آلفا قنطورس بکوچاند. چهارم آنکه سه شهر گوناگون را از دید فرهنگی به رتبه «افسانه‌ای» برساند. و پنجمین راه این‌است که بازیکن پیشوای جهان شود پس از آنکه برای نخستین بار دبیرکل سازمان ملل متحد شود. چنانچه بازی به زمان پایان خود در سال ۲۰۵۰ برسد و بازیکن به هیچ‌کدام از این پنج آماج دست‌نیابد، ملتی که بالاترین امتیاز را به دست آورده است برنده بازی‌است.
تمدن ۴ به زبان‌های انگلیسی، آلمانی، فرانسوی، اسپانیایی، ایتالیایی، ژاپنی، چینی و لهستانی پخش‌شده است. همچنین هواداران نسخه‌های برگردان به روسی، فنلاندی و چکی این بازی را نیز ساخته‌اند.

## نگاهی به بازی

### دین
در بازی‌های تمدن پیشین در زمینه دین بازیکن نیایشگاه‌ها و کلیساهای کلی‌ای می‌ساخت ولی در این بازی هفت دین جداگانه فراهم است: بوداگرایی، مسیحیت، کنفوسیوس‌گرایی، آیین هندو، اسلام، یهودیت و تائوگرایی. هر دین با فناوری‌ای همبسته است. چهار دین تازه‌تر-مسحیت، اسلام، کنوفوسیوس‌گرایی و تائوگرایی- با یک مبلغ مذهبی پایه‌ریزی می‌شوند. بازیکنان می‌توانند دینی رسمی را برگزینند یا آزادی دینی اعلام‌کنند. اگر تمدنی دینی را شناسایی نکند آن تمدن به هدف‌ها و امتیازهای بازی دست نخواهد یافت.

### تمدن‌ها و رهبران
در این بازی هجده تمدن فراهم است که از این هجده تمدن هشت تایشان دارای دو رهبر می‌باشند. هر رهبر ویژگی‌های تاریخی خود را داراست. بسیاری از چهره‌های برجسته تاریخی چون آشوکا، کورش بزرگ، فرانکلین روزولت، جورج واشینگتن، هتشپسوت، مانسا موسی، کوبلای خان، پتر بزرگ، چین شی هوانگ، صلاح‌الدین ایوبی و شهبانو ویکتوریا در نسخه‌های پیشین جایی نداشتند. هر شهریگری‌ای عناصر ویژه‌ای دارد و همچنین یگان‌هایی ویژه که با گذشت زمان توانایی تبدیل به یگانی پیشرفته‌تر را دارند. برای نمونه سربازان جاویدان ایرانی جایگزین گردونه‌ها می‌شوند.
در زیر نمونه‌ای کوتاه از ویژگی‌های هر تمدن آورده‌شده است:
| توضیح کوتاه               | تمدن              | داشته‌های آغازین        | یگان بی‌مانند                             | رهبران         | ویژگی رهبران         | گرایش اجتماعی  | نخستین شهر    |
| ایالات متحده آمریکا       | امپراتوری آمریکا  | ماهی‌گیری، کشاورزی      | ناوی سیلز (جایگزین تفنگداران دریایی)     | جورج واشینگتن  | سازمان‌یافته، اقتصادی | رای جهانی      | واشینگتن دی‌سی |
| ایالات متحده آمریکا       | امپراتوری آمریکا  | ماهی‌گیری، کشاورزی      | ناوی سیلز (جایگزین تفنگداران دریایی)     | روزولت         | صنعتی، سازمان‌یافته   | رای جهانی      | واشینگتن دی‌سی |
| عربستان (جهان عرب)        | امپراتوری عربی    | تصوف، چرخ              | کماندار شترسوار (جایگزین شهسوار)         | صلاح‌الدین      | فلسفی، روحانی        | دین‌سالاری      | مکه           |
| آزتک                      | امپراتوری آزتک    | تصوف، شکار             | جگوار (جایگزین شمشیرزن)                  | مونته‌زومای دوم | پرخاشگر، روحانی      | حکومت پلیسی    | تنوچتیتلان    |
| چین                       | امپراتوری چین     | کشاورزی، استخراج معدن  | کمان زنبورکی چینی (جایگزین کمان زنبورکی) | مائو تسه‌دونگ   | سازمان‌یافته، فلسفی   | مالکیت عمومی   | پکن           |
| چین                       | امپراتوری چین     | کشاورزی، استخراج معدن  | کمان زنبورکی چینی (جایگزین کمان زنبورکی) | چین شی هوانگ   | صنعتی، اقتصادی       | حکومت پلیسی    | پکن           |
| مصر                       | امپراتوری مصر     | کشاورزی، چرخ           | گردونه جنگی (جایگزین گردونه)             | هتشپسوت        | روحانی، آفریننده     | پادشاهی        | تب            |
| انگلستان                  | امپراتوری انگلیس  | ماهی‌گیری، استخراج معدن | سرباز انگلیسی سرخپوش (جایگزین تفنگدار)   | ویکتوریا       | توسعه‌گرا، اقتصادی    | دموکراسی       | لندن          |
| انگلستان                  | امپراتوری انگلیس  | ماهی‌گیری، استخراج معدن | سرباز انگلیسی سرخپوش (جایگزین تفنگدار)   | الیزابت یکم    | فلسفی، اقتصادی       | آزادی مذهبی    | لندن          |
| فرانسه                    | امپراتوری فرانسه  | کشاورزی، چرخ           | تفنگ فتیله‌ای (جایگزین شمخال‌چی)           | لویی چهاردهم   | آفریننده، صنعتی      | پادشاهی        | پاریس         |
| فرانسه                    | امپراتوری فرانسه  | کشاورزی، چرخ           | تفنگ فتیله‌ای (جایگزین شمخال‌چی)           | ناپلئون        | صنعتی، پرخاشگر       | نمایندگی       | پاریس         |
| آلمان                     | امپراتوری آلمان   | شکار، استخراج معدن     | پانتسر (جایگزین تانک)                    | فریدریش        | آفریننده، فلسفی      | رای جهانی      | برلین         |
| آلمان                     | امپراتوری آلمان   | شکار، استخراج معدن     | پانتسر (جایگزین تانک)                    | بیسمارک        | توسعه‌گرا، صنعتی      | نمایندگی       | برلین         |
| یونان                     | امپراتوری یونان   | ماهی‌گیری، شکار         | فالانژ (جایگزین نیزه‌دار)                 | اسکندر         | پرخاشگر، فلسفی       | پادشاهی        | آتن           |
| اینکا                     | امپراتوری اینکا   | کشاورزی، تصوف          | کوئه‌چوا (جایگزین جنگجو)                  | هواینا کاپاک   | اقتصادی، پرخاشجو     | پادشهای        | کوسکو         |
| هندوستان                  | امپراتوری هند     | صوفی‌گرایی، معدنداری    | کار دستی (جایگزین کارگر)                 | گاندی          | صنعتی، روحانی        | رای جهانی      | دهلی          |
| هندوستان                  | امپراتوری هند     | صوفی‌گرایی، معدنداری    | کار دستی (جایگزین کارگر)                 | آشوکا          | سازما> یافته، روحانی | رای جهانی      | دهلی          |
| ژاپن                      | امپراتوری ژاپن    | ماهی‌گیری، چرخ          | سامورائی (جایگزین گرزدار)                | توکوگاوا       | سازمان‌یافته، پرخاجو  | سیاست بازرگانی | کیوتو         |
| مالی                      | امپرتوری مالی     | معدن، چرخ              | پیاده‌نظام سبک (جایگزین کماندار)          | مانسا موسی     | روحانی، اقتصادی      | بازار آزاد     | تیمبوکتو      |
| مغولستان (امپراتوری مغول) | امپراتوری مغول    | شکار، چرخ              | کشیک (جایگزین سوار کماندار)              | چنگیز خان      | پرخاشجو، توسعه‌گرا    | حکومت پلیسی    | قره‌قروم       |
| مغولستان (امپراتوری مغول) | امپراتوری مغول    | شکار، چرخ              | کشیک (جایگزین سوار کماندار)              | کوبلای خان     | پرخاشجو، آفریننده    | پادشاهی        | قره‌قروم       |
| ایران                     | شاهنشاهی ایران    | کشاورزی، شکار          | گارد جاویدان (جایگزین گردونه)            | کورش           | توسعه‌گرا، آفریننده   | نمایندگی       | تخت جمشید     |
| روم                       | امپراتوری روم     | ماهی‌گیری، معدن         | گارد کنسولی روم (جایگزین شمشیرزن)        | ژولیوس سزار    | سازمانی، توسعه‌گرا    | نمایندگی       | رم            |
| روسیه                     | امپراتوری روس     | شکار، معدن             | کازاک (جایگزین سواره‌نظام)                | کاترین دوم     | اقتصادی، آفریننده    | پادشاهی        | مسکو          |
| روسیه                     | امپراتوری روس     | شکار، معدن             | کازاک (جایگزین سواره‌نظام)                | پتر            | فلسفی، توسعه‌گرا      | حکومت پلیسی    | مسکو          |
| اسپانیا                   | امپراتوری اسپانیا | ماهی‌گیری، صوفی‌گری      | کنکیستادور (جایگزین شهسوار)              | ایزابلا        | روحانی، توسعه‌گرا     | حکومت پلیسی    | مادرید        |

## ویژگی‌های تازه
در تمدن ۴ جنبه‌هایی گنجانده‌شده است که در نسخه‌های پیشین تمدن نبوده. این جنبه‌ها اینهایند:
- مردان بزرگ که پنج رده را دربرمی‌گیرند:هنرمندان، بازرگانان، پیامبران، مهندسان و دانشمندان. مردان بزرگ می‌توانند یک فناوری را پدیدآورند یا سازه‌ای را بنیادنهند یا بازی را به دوران طلایی خود برسانند. مردان بزرگ تمدن چهار اینهایند:ارسطو، افلاطون، موسی، هومر، ویلیام شکسپیر، راماکریشنا، میکل آنژ، آیزاک نیوتون، زرتشت، مولوی، کوکو چنل، آلبرت آینشتاین و ماری کوری، فرانتس کافکا. اینان در هر فرهنگی زایش‌پذیرند.
- پذیرفتن و پراکندن یک دین یا پذیرش دینی تازه در جایگاه مذهب رسمی.
- مستعمره‌سازان و کارگران از دیگر یگان‌ها در این بازی پرهزینه‌ترند.
- شهرهای کوچک و بی‌اثر برای امپراتوریشان پرهزینه‌اند.
- دولتها در پنج رده کلی- حکومتی، قانونی، کارگری، اقتصادی و دینی- بخش‌شده که هر رده دارای پنج گزینه جداگانه می‌باشد. برای نمونه رده کارگری دربرگیرنده پنج بخش قبیله‌گرایی، برده‌داری، رعیتی، نظام طبقاتی و آزادسازی می‌باشد.
- بربرها در این بازی دارای شهرهایی هستند که مانند شهرهای دارای تمدن از خود کنش و واکنش نشان می‌دهند. نام این شهرها از روی نام قوم‌ها یا فرهنگ‌هایی مانند هون و ویزیگوت گرفته‌شده است. بربرها توانایی همه کاری را چون تمدن‌ها دارا می‌باشند جز برقراری دیپلماسی.
- سازمان ملل متحد توانایی حل مسائل را داراست.
- یگان‌ها در این بازی ترفیع‌های گوناگون می‌گیرند و ویژگی‌های بیشتری به دست می‌آورند.

## جایزه‌ها
- آی‌جی‌ان:
  - بازی پی‌سی برگزیده سال ۲۰۰۵
  - بهترین بازی استراتژیک ۲۰۰۵
  - بهتریت بازی برخط ۲۰۰۵
  - دومین بازی پی‌سی برتر برای همه زمان‌ها
- گیم‌اسپای:
  - بازی پی‌سی برگزیده سال ۲۰۰۵
  - بهترین بازی استراتژیک مرحله‌ای سال ۲۰۰۵
  - بازی سال ۲۰۰۵
- گیم‌اسپات:
  - بهترین بازی استراتژیک ۲۰۰۵
  - بهترین بازی پی‌سی ۲۰۰۵
- تایم نقطه اوج (ای۳ ۲۰۰۵)
- بازی ۲۰۰۵ پی‌سی از سوی سرویس خبری هاوارد.